# Meetkerkse Moeren
De Meetkerkse Moeren is een 570 hectare groot natuurgebied gelegen tussen Meetkerke en het kanaal van Brugge naar Oostende.

## Gebied
Grote delen van het gebied liggen onder zeeniveau. Vroeger was het een veenmoeras waar in de middeleeuwen turf werd gewonnen als brandstof. De Poldermolen in Meetkerke, die sinds 2014 na een restauratie weer draait, is gebouwd om overtollig water uit het gebied weg te kunnen pompen naar de Blankenbergse Vaart.
De Meetkerkse Moeren vormen een belangrijk biotoop voor bijzondere planten en vogels. Onder andere in het kader van de aanleg van de snelweg A11 werden er in de jaren 2010 natuurherinrichtingswerkzaamheden uitgevoerd om de natuurwaarde van het gebied in stand te houden.

## Afbeeldingen

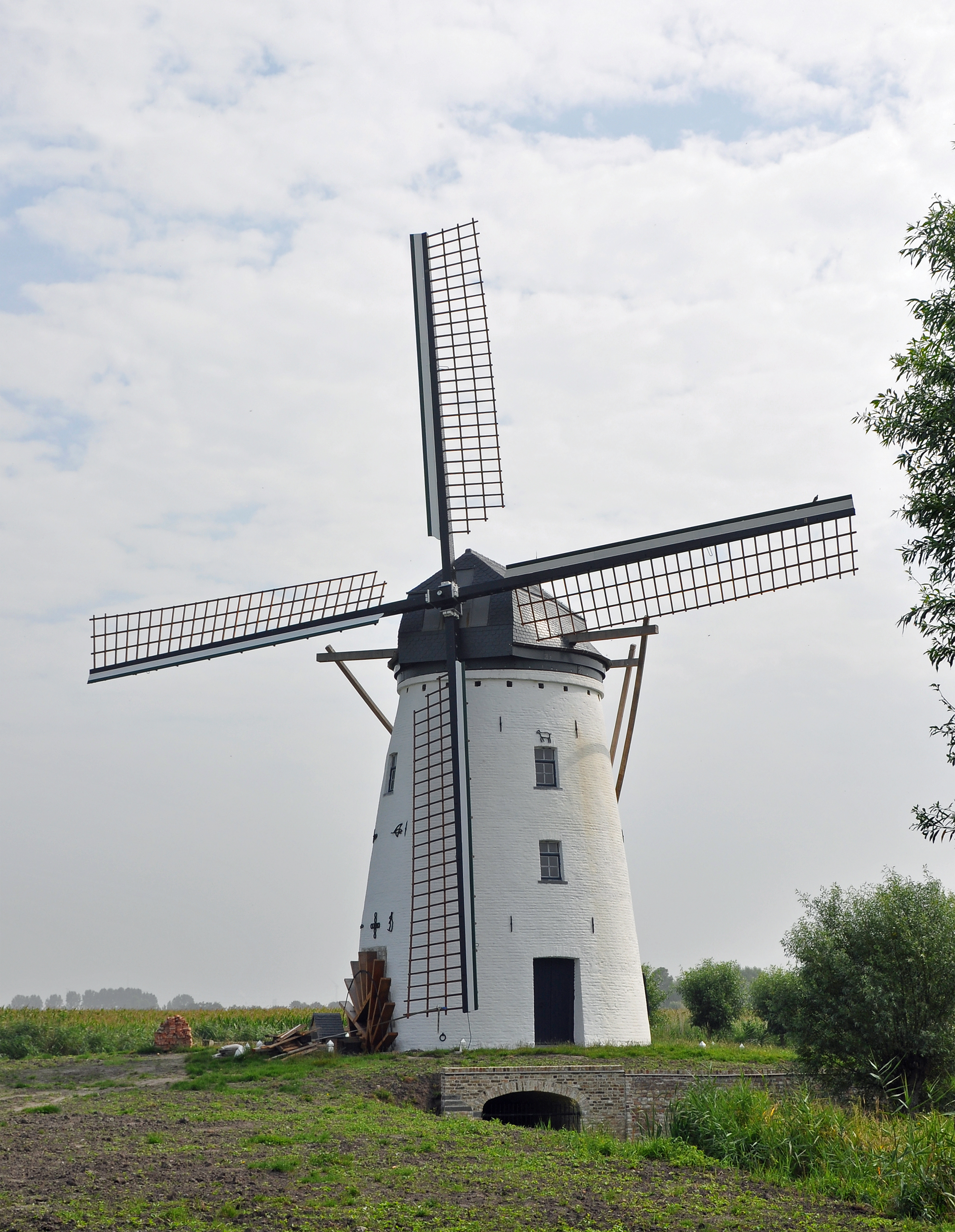
De Poldermolen van Meetkerke zorgt voor de afwatering van het natuurgebied
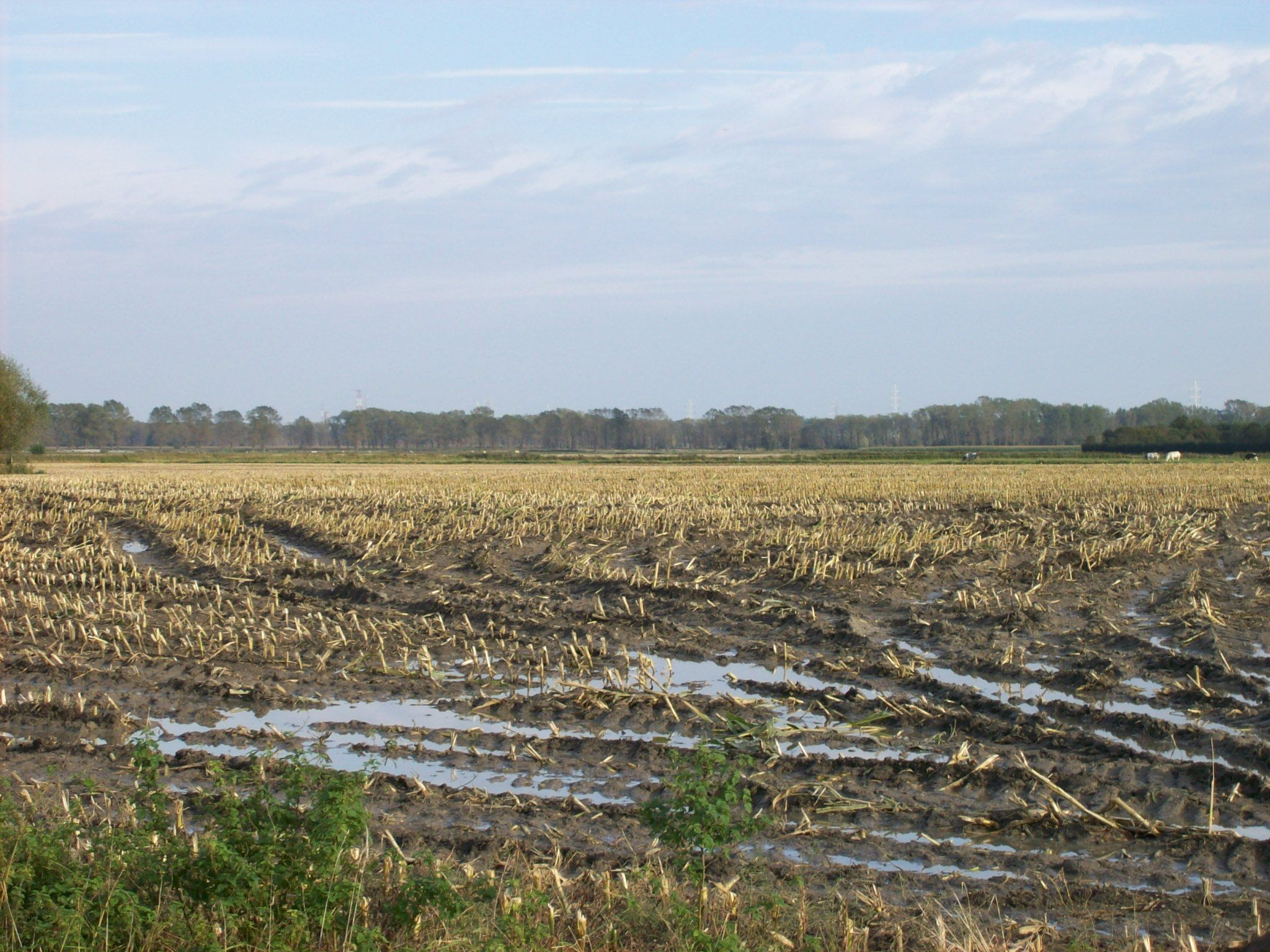
De moeren gezien vanuit het noorden
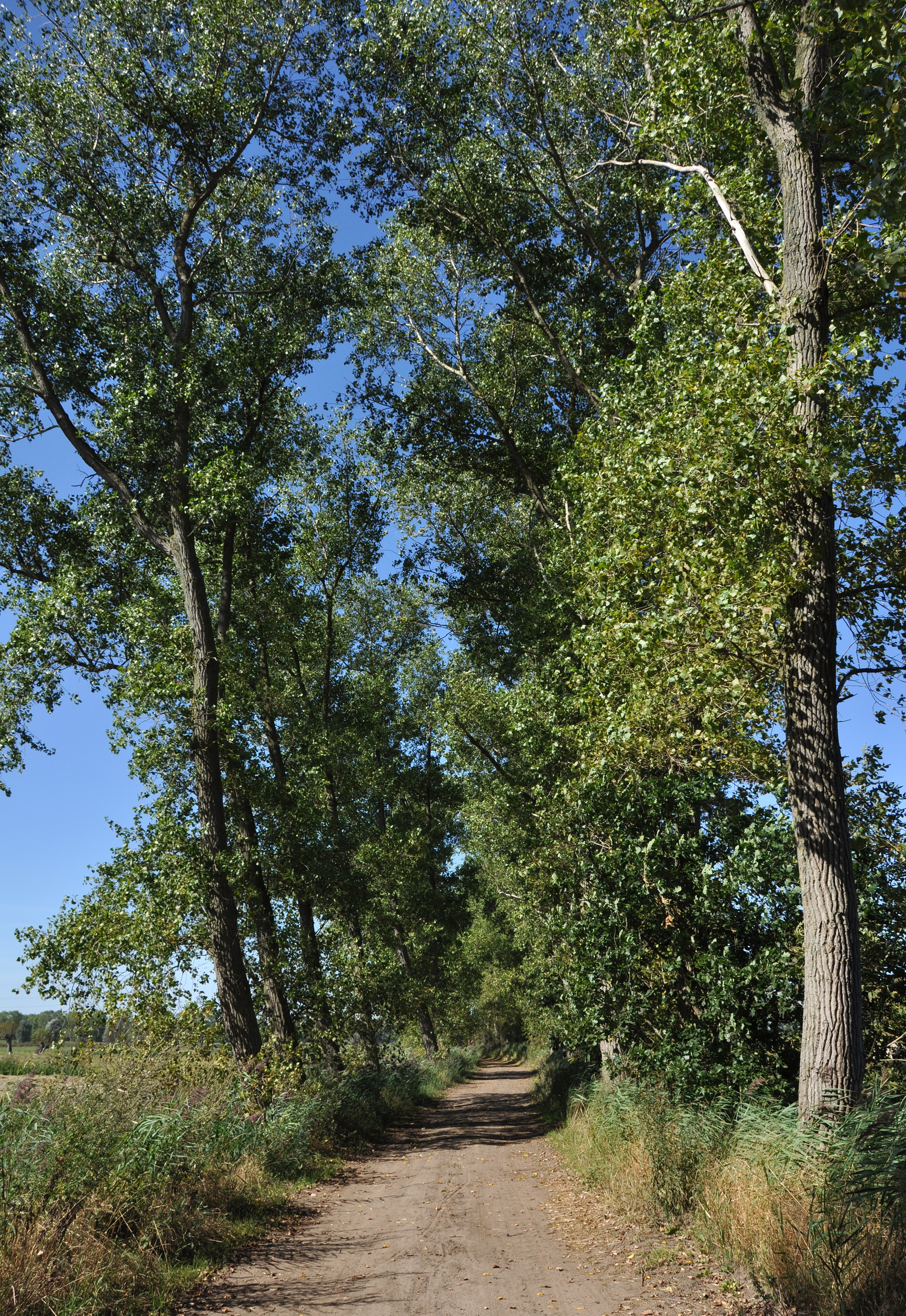
De Moerstraat, een onverharde weg dwars door het gebied